# The Flash (película)
The Flash es una película estadounidense de superhéroes de 2023 basada en el personaje homónimo de DC Comics. Producida por DC Studios, The Disco Factory y Double Dream y distribuida por Warner Bros. Pictures, es la decimotercera película del Universo extendido de DC (DCEU). La película está dirigida por Andrés Muschietti a partir de un guion de Christina Hodson y está protagonizada por Ezra Miller como Barry Allen / Flash, junto a Ron Livingston, Michael Keaton, Kiersey Clemons, Michael Shannon, Antje Traue, Sasha Calle y Ben Affleck. En The Flash, Allen viaja al pasado para evitar el asesinato de su madre, lo que trae consecuencias no deseadas.
El desarrollo de una película basada en Flash comenzó a finales de 1980, con varios escritores y directores adjuntos al proyecto hasta 2014. Luego, la película se volvió a desarrollar como parte del DCEU, con Miller elegido como el protagonista. Varios directores se unieron a la película durante los años siguientes, con Seth Grahame-Smith, Rick Famuyiwa y el dúo de John Francis Daley y Jonathan Goldstein dejando el proyecto debido a diferencias creativas. Muschietti y Hodson se unieron a la película en julio de 2019 y la preproducción comenzó en enero de 2020. La película está influenciada por la historia Flashpoint, que presenta a varios personajes de DC Comics, e incluye a Affleck y Keaton, repitiendo sus respectivas versiones de Batman de películas anteriores. El rodaje tuvo lugar de abril a octubre de 2021 en los Warner Bros. Studios en Leavesden y en locaciones de todo el Reino Unido.
The Flash fue estrenada en los Estados Unidos el 16 de junio de 2023, luego de múltiples demoras causadas por los cambios de director, la pandemia de COVID-19, contratiempos de posproducción y las controversias de Miller. La película recibió reseñas mixtas de parte de los críticos profesionales, quienes elogiaron su humor, las secuencias de acción y las actuaciones, pero criticaron el tercer acto y los efectos visuales. La película ha recaudado 271 millones de dólares a nivel internacional con un presupuesto de producción de 200 a 220 millones de dólares en taquilla, con proyecciones de pérdidas de hasta $200 millones para Warner Bros.

## Argumento
En Ciudad Central, Barry Allen / Flash (Ezra Miller), recibe una llamada de Alfred (Jeremy Irons), informándole de una crisis en Ciudad Gótica, una vez allí salva a muchos bebés, además de una enfermera y un perro de la sala de maternidad, mientras el edificio se derrumba. Cerca de allí, Batman (Ben Affleck) persigue a un grupo de delincuentes dirigidos por Alberto Falcone (Luke Brandon Field), que están en posesión de un virus mortal. Después de una persecución en su Batimoto, Batman los detiene con ayuda de la Mujer Maravilla.
Debido a esta crisis, Barry llega tarde a su trabajo en el centro forense, donde encuentra a sus compañeros de trabajo Patty Spivot (Saoirse-Monica Jackson) y Albert Desmond (Rudy Mancuso) esperando mientras su jefe lo regaña por llegar tarde nuevamente. El jefe también se atribuye el mérito de los desarrollos recientes en su trabajo cuando habla con la prensa. Una de las reporteras, Iris West (Kiersey Clemons), reconoce a Barry de la universidad e intenta hablar con él sobre el próximo juicio de su padre Henry (Ron Livingston), quien ha estado encarcelado durante más de 20 años por asesinar a su esposa Nora (Maribel Verdú). Sin embargo, Barry mantiene la inocencia de su padre, quien insiste que al momento del crimen se encontraba en la tienda comprando una lata de tomates que su esposa olvidó llevar. Bruce Wayne llama más tarde a Barry y revela que ha mejorado la calidad de las grabaciones de la tienda el día del crimen pero no exculpan a Henry ya que por su postura inclinada no se ve su rostro. 
Barry conversa con Henry por teléfono para informarle que grabaciones de la tienda no son evidencia admisible mientras visita la casa de su infancia. Superado por sus emociones, Barry usa accidentalmente su conexión con la Fuerza de la Velocidad para crear una Chronobowl y viaja en el tiempo a ese mismo día pero más temprano. Luego le informa a Bruce al respecto y plantea la posibilidad de retroceder en el tiempo para salvar a su madre y a los padres de Bruce, pero este argumenta que a veces necesitan pasar por eventos traumáticos para convertirse en quienes deben ser, al mismo tiempo mencionando los eventos de Pozharnov. Bruce se va e Iris aparece para reunirse con Barry sobre el caso de Henry. Después de una discusión, Barry llega a la conclusión de que hay una manera de deshacer la muerte de Nora.
El plan es retroceder en el tiempo y plantar la lata de tomates en el carrito de compras de Nora para que nunca la olvide y Henry no tenga que salir de casa. Esto previene la muerte de Nora y permite una línea de tiempo donde Barry todavía tiene a sus dos padres, pero justo cuando Barry intenta regresar al presente, emerge un misterioso velocista negro de aspecto siniestro que saca a Barry de la Chronobowl, aterrizando frente a su casa.
Barry se da cuenta que está en un 2013 alternativo donde sus padres están vivos y cuando encuentra a su yo pasado, que resulta ser una versión mucho más inmadura e irresponsable que él a esa edad, descubre que es el día en que obtendrá sus poderes. Los dos Barry van al Departamento de Policía de Ciudad Central donde Barry ayuda a darle al joven Barry sus poderes durante una extraña tormenta, mientras pierde sus propios poderes en el proceso. Mientras Barry lucha por entrenar al joven Barry para usar sus poderes, los dos notan una transmisión del General Zod (Michael Shannon), que se prepara para invadir la Tierra.
Los Barry intentan reunir a la Liga de la Justicia pero no tienen éxito ya que en esta línea de tiempo no pueden localizar a la Mujer Maravilla, Victor Stone aún no ha tenido su accidente y Arthur Curry nunca nació. Los dos viajan a la Mansión Wayne, con la esperanza de encontrar a Batman, pero en su lugar encuentran a una versión alternativa más anciana de Bruce Wayne (Michael Keaton) que se ha retirado de la lucha contra el crimen. 
Barry no comprende por que eventos previos a la muerte de su madre también han cambiando, pero Bruce le explica que jugar con el tiempo afecta la linea temporal en ambas direcciones y no solo crea un nuevo presente, sino también un pasado que justifique tales diferencias. Los Barry convencen a Bruce de volver a ser Batman para que los ayude a encontrar a Kal-El / Clark Kent / Superman, y usando una conexión de la NASA dentro de la Baticueva logran localizar a un kryptoniano prisionero en una cápsula que supuestamente fue descubierta en Siberia. Durante la investigación, Barry discute con su versión más joven, molesto por la personalidad despreocupada y por lo poco que aprecia el crecer en una familia normal, pero no es capaz de revelar la verdad sobre su madre.
Al llegar a Siberia, encuentran a Kara Zor-El (Sasha Calle), una kryptoniana que dice ser prima de Kal-El. Después de rescatarla, Barry le pide a Bruce que lo ayude a recuperar sus poderes recreando el accidente original, también confiesa que el cambio en el tiempo es consecuencia de salvar a su madre, sin saber que el joven Barry puede oír su conversación. El primer intento falla y casi mata a Barry, lo que lleva a Kara a llevar a Barry hacia una tormenta y ser golpeado por un rayo, lo que tiene éxito.
Kara y Bruce se unen a los dos Barry en la lucha contra las fuerzas de Zod. Durante la batalla contra Zod, Kara se entera de que Zod mató a Kal-El cuando su cápsula se desvió cuando era un bebé, y que en esta línea el Codex de Crecimiento necesario para convertir la Tierra en el Nuevo Krypton está dentro de ella. Justo cuando Kara domina a Zod, éste último logra matarla, mientras tanto, Batman también se sacrifica en un intento fallido de destruir la nave de Zod. 
Los Barry viajan repetidamente atrás en el tiempo a través de la Fuerza de la Velocidad para salvar a Batman y Supergirl, pero fallan en cada ocasión. Barry se da cuenta de que esta secuencia de eventos no se puede cambiar, pero el joven Barry sigue viajando en el tiempo varias veces intentando salvarlos a ambos, pero falla cuando Barry intenta detenerlo y el multiverso comienza a colapsar. Luego llega el misterioso velocista siniestro que se revela como una versión anciana y corrupta del joven Barry, quien explica que ha pasado toda su vida en la Chronobowl intentando encontrar una forma de salvar a su mundo de Zod y evitar las muertes de Batman y Supergirl sin sacrificar a su madre y también revela que intencionalmente lo empujó a 2013 para propiciar su propio nacimiento como velocista. 
Éste Flash Oscuro (Ezra Miller), señala estar convencido de que matar a Barry es el único evento que permitirá salvar a todos sin que su madre muera, por lo que intenta apuñalarlo, pero el joven Barry se sacrifica, siendo apuñalado en su lugar, provocando una paradoja que elimina a Flash Oscuro.
Posteriormente, Barry retrocede al pasado y deshace los cambios que hizo en la línea de tiempo y acepta la muerte de su madre y logra despedirse de ella. Sin embargo, antes de regresar, acomoda las latas de la tienda de forma que su padre deba mirar a las cámaras de seguridad al tomarla; esto crea en el presente pruebas de la inocencia de Henry. 
Sin embargo, tras regresar al presente y ayudar a exonerar a Henry, Barry descubre a que Bruce Wayne (George Clooney) luce físicamente distinto, demostrando que ha creado nuevamente un universo alternativo.
En una escena posterior a los créditos, Barry le cuenta al Arthur Curry (Jason Momoa) de esta nueva línea de tiempo, quien es un alcohólico, su experiencia viajando por el multiverso mientras intenta sin éxito animarlo a superar su situación.

## Reparto
- Ezra Miller como Barry Allen / Flash:
Un investigador forense de la policía de Ciudad Central y miembro metahumano de la Liga de la Justicia que puede moverse a velocidades sobrehumanas y vibrar a nivel molecular a través de sus habilidades para acceder a la Fuerza de la Velocidad.[3] Miller describió a Allen como «multidimensional, con sus defectos humanos».[4]
  - Ian Loh interpreta a un joven Barry Allen.[5]
  - Miller también retrata una versión alternativa de Allen de un universo diferente.[6]
- Ron Livingston como Henry Allen: El padre de Barry, que fue condenado injustamente por el asesinato de su esposa. Billy Crudup previamente interpretó al personaje en el DCEU.[5]
- Ben Affleck como Bruce Wayne / Batman:
Un socialite rico de Ciudad Gótica que trabaja como vigilante en la lucha contra el crimen y es un importante miembro de la Liga de la Justicia. El director Andrés Muschietti dijo que el personaje tiene un impacto emocional sustancial en la película a través de su relación con Barry Allen, en parte porque las madres de ambos fueron asesinadas.[7] Affleck dijo que sus escenas en la película eran sus favoritas como personaje y un "buen final" para su época como Batman.[8]
- Michael Keaton como Bruce Wayne / Batman:
La versión de Batman de un universo alternativo.[7][9] Keaton retoma su papel de las películas de Tim Burton: Batman (1989) y Batman Returns (1992).
- Kiersey Clemons como Iris West: Una periodista de Picture News e interés amoroso de Barry.[10]
- Michael Shannon como el General Zod: 
Un general kryptoniano con los mismos superpoderes que Superman y que fue asesinado por él en El hombre de acero (2013).[11] Shannon recibió la bendición del director de El hombre de acero, Zack Snyder, para repetir su papel, después de que inicialmente dudara en hacerlo dada la problemática historia entre Snyder y Warner Bros. con respecto a sus producciones posteriores del DCEU.
- Antje Traue como Faora-Ul: 
La subcomandante del general Zod, quien fue enviada a la Zona Fantasma al final de El hombre de acero.[11]
- Sasha Calle como Kara Zor-El / Supergirl: 
Una poderosa kryptoniana con poderes, habilidades y un traje similar al de Superman, de quien es prima.[12][13] Calle es la primera actriz latina en interpretar a Supergirl.[12]
- Maribel Verdú como Nora Allen: 
La madre de Barry que fue asesinada en su juventud.[14]
- Gal Gadot como Diana Prince / Mujer Maravilla: Es una miembro importante de la Liga de la Justicia, es una semidiosa inmortal y guerrera amazona.
- Jeremy Irons como Alfred Pennyworth: 
Mayordomo de Bruce Wayne que brinda apoyo táctico a Batman y la Liga de la Justicia.
- Saoirse-Monica Jackson como Patty Spivot.
- Rudy Mancuso como Albert Desmond.
- George Reeves como Superman: 
Versión de Superman de un universo alternativo. Esta versión del hombre de acero está hecha a partir de CGI, ya que Reeves falleció en 1959, de la serie original de 1951, Las aventuras de Superman.
- Christopher Reeve como Superman: 
Versión de Superman de un universo alternativo. Esta versión fue hecha a partir de CGI, debido al fallecimiento de Reeve en 2004, y corresponde al Superman de la primera serie de películas que inició en 1978 y terminó en 2006.
- Helen Slater como Supergirl: 
Versión de Supergirl de un universo alternativo. Esta versión fue hecha a partir de CGI y es la Supergirl de la película homónima de 1984.
- Adam West como Batman: 
Es otra versión alternativa de Batman que corresponde al de la serie de televisión homónima de 1966. Fue hecha a partir de CGI ya que West falleció en 2017.
- Nicolas Cage como Superman: 
Versión de Superman de un universo alternativo. Esta versión corresponde a la cancelada película Superman Lives, que estaría dirigida por Tim Burton. Esta versión fue hecha a partir de CGI.
- George Clooney como Bruce Wayne: 
Versión alternativa de otra línea temporal. Clooney aparece realizando un cameo no acreditado, interpretando por primera vez al personaje desde su participación en Batman y Robin (1997).

## Producción

### Desarrollo
Primeros intentos

El desarrollo de una película basada en el personaje de DC Comics Flash comenzó a finales de la década de los años 1980, cuando Warner Bros. contrató al escritor de cómics Jeph Loeb para que escribiera el guion, aunque nunca llegó a materializarse. Warner Bros. contrató a David S. Goyer para que escribiera, dirigiera y produjera The Flash en diciembre de 2004, después de quedar impresionados con su guion para Batman Begins (2005). Se dirigió a Ryan Reynolds para que interpretara a Barry Allen / Flash después de haber trabajado juntos en Blade: Trinity (2004) de Marvel y pretendía que Wally West tuviera un papel secundario. Goyer se vio influenciado por la trilogía de Spider-Man del director Sam Raimi y los cómics sobre Flash de Mike Baron, Mark Waid y Geoff Johns para definir el tono de la película. A principios de febrero de 2007, Goyer abandonó el proyecto, alegando diferencias creativas con el estudio, y Shawn Levy fue contratado para dirigir y supervisar la redacción de un borrador nuevo escrito por Chris Brancato, que utilizaba elementos del guion de Goyer. Ese mismo mes, Warner Bros. anunció el desarrollo de una película de la Liga de la Justicia con Michelle y Kieran Mulroney como guionistas. En septiembre, George Miller firmó para dirigir la película, titulada Justice League: Mortal, con Adam Brody en el papel de Flash. La película fue concebida para iniciar una nueva franquicia enfocada en personajes de DC Comics, con secuelas y películas derivadas previstas, incluyendo la película de Flash.
Levy se apartó de The Flash en octubre de 2007 debido a conflictos de agenda con Night at the Museum: Battle of the Smithsonian (2009). David Dobkin asumió la dirección y comenzó a desarrollarla como una derivación de Justice League: Mortal que se enfocaría en Wally West. Craig Wright estaba escribiendo el guion al mes siguiente, antes de que Justice League: Mortal fuera cancelada y Warner Bros. asignara a The Flash un estreno en 2008. Este proyecto se retrasó debido a la huelga de guionistas en Hollywood de 2007-2008 y, en julio de 2009, Charles Roven se unió a la producción, con Geoff Johns como consultor y escribiendo un tratamiento que Dan Mazeau adaptó a un guion. En octubre, Roven dijo que el estudio no confiaba lo suficiente en su proyecto como para dar luz verde a la película. Mazeau rebatió la afirmación de Roven y dijo que seguía adelante según lo previsto. En junio de 2010, los guionistas de Linterna Verde (2011), Greg Berlanti, Michael Green y Marc Guggenheim, fueron contratados para escribir un tratamiento para la película, basado en un cómic reciente de Johns y protagonizado por Barry Allen.
Universo extendido de DC

Warner Bros. estaba planeando un nuevo universo compartido de películas basadas en DC Comics para julio de 2013 y tenía planes tentativos para estrenar una película de Flash en 2016. En octubre de 2014, Warner Bros. y DC Films anunciaron una lista de proyectos planificados como parte del nuevo Universo extendido de DC (DCEU). Según estos planes, The Flash se estrenaría el 23 de marzo de 2018, con Ezra Miller en el papel de Barry Allen / Flash; Miller apareció como Flash con cameos en Batman v Superman: Dawn of Justice y Escuadrón Suicida (2016) y fue parte del elenco principal en Liga de la Justicia, y apareció brevemente durante el evento cruzado del Arrowverso, «Crisis on Infinite Earths» (2019-20), que reconoció un multiverso de DC más amplio. Warner Bros. le ofreció a James Wan la opción de dirigir una película sobre Aquaman o Flash, y finalmente eligió hacer Aquaman (2018). En abril de 2015, Phil Lord y Chris Miller estaban escribiendo una historia para la película de Flash con la posibilidad de dirigirla. Después de que decidieran dirigir Han Solo: una historia de Star Wars (2018), Seth Grahame-Smith inició negociaciones para escribir y dirigir la película basada en el tratamiento de Lord y Miller en octubre de 2015. Grahame-Smith iba a hacer su debut como director con esta película, con Roven una vez más como productor y Deborah y Zack Snyder como productores ejecutivos. En febrero de 2016, la fecha de estreno de la película se adelantó al 16 de marzo de 2018. Grahame-Smith abandonó el proyecto en abril, citando diferencias creativas. Warner Bros. optó por conservar su guion y aún se esperaba que él participara en el avance del proyecto, mientras que Lord y Miller también seguían involucrados como productores. Inmediatamente se inició la búsqueda de un director sustituto.
Ese mes de junio, Warner Bros. contrató a Rick Famuyiwa para que se hiciera cargo de la dirección, con Warner Bros. sintiendo que la visión de Famuyiwa para la película repercutiría en el público más joven y también sería compatible con el guion existente de Grahame-Smith. Se esperaba que el rodaje comenzara más tarde en 2016 y no se creía que se retrasara por el cambio de director. La primera elección de Famuyiwa para interpretar a la protagonista femenina de la película, Iris West, fue Kiersey Clemons, con quien había trabajado en Dope (2015), con Rita Ora y Lucy Boynton también compitiendo por el mismo, con Clemons siendo elegida para el papel poco después a finales de julio. Para entonces, la película ya no tenía fecha de estreno, después de que se diera su fecha a Tomb Raider (2018). En agosto, Ray Fisher iba a aparecer en la película, retomando su papel de Victor Stone / Cyborg de Batman v Superman y Liga de la Justicia. Famuyiwa completó una revisión del guion un mes después, cuando Gal Gadot estaba lista para repetir su papel como Diana Prince / Mujer Maravilla de Batman v Superman, Wonder Woman (2017) y Liga de la Justicia, y Billy Crudup estaba en negociaciones para interpretar al padre de Barry, Henry Allen. Clemons y Crudup filmaron cameos para Liga de la Justicia después de ser elegidos para The Flash. La preproducción comenzó en octubre, antes del inicio del rodaje en marzo de 2017, programado antes de otro compromiso que Miller tenía en julio. A fines de octubre, Famuyiwa abandonó el proyecto después de no poder "unirse creativamente" con el estudio, quien no estaba de acuerdo con la dirección más madura que Famuyiwa quería tomar para la película.
La película se suspendió mientras el estudio buscaba un nuevo director y Miller se preparaba para filmar Animales fantásticos: Los crímenes de Grindelwald (2018). Durante ese tiempo, Warner Bros. decidió llevar la película en una nueva dirección y, en enero de 2017, Joby Harold fue contratado para hacer una reescritura del guion desde la primera página. Entregó un borrador en mayo, cuando las principales opciones del estudio para dirigir eran Robert Zemeckis y Matthew Vaughn. Ambos habían expresado interés en el proyecto, pero tenían posibles problemas de agenda que podrían impedirles asumirlo. Sam Raimi, Marc Webb y Jordan Peele ya habían rechazado ofertas para dirigir la película, al igual que Ben Affleck, quien interpretó a Bruce Wayne / Batman en películas anteriores del DCEU. En la Convención de Cómics de San Diego de julio de 2017, se anunció la película con el nuevo título Flashpoint, basada en el cómic homónimo, en el que Allen viaja en el tiempo para salvar la vida de su madre y accidentalmente crea una línea de tiempo alternativa. Durante este tiempo, Dan Mazeau contribuyó al guion. Johns confirmó en noviembre que el concepto de Flashpoint permitiría que la película contara una historia única sobre Batman, con la historia del cómic explorando una línea de tiempo en la que Thomas Wayne es Batman; Jeffrey Dean Morgan expresó interés en retomar su papel como Thomas Wayne de Batman v Superman.
En enero de 2018, el dúo de cineastas de John Francis Daley y Jonathan Goldstein entró en negociaciones para escribir y dirigir la película después de que el estudio decidiera no esperar a que la agenda de Zemeckis estuviera libre. Daley y Goldstein fueron confirmados como directores en marzo de 2018, y para el mes siguiente, el concepto de Flashpoint había sido abandonado y el título de la película volvió a ser The Flash. Se esperaba que la filmación comenzara en Atlanta en febrero de 2019, pero los compromisos de Miller con Animales fantásticos: Los secretos de Dumbledore (2022) retrasaron el rodaje de nuevo. Ese octubre, se esperaba que la película tuviera una fecha de estreno en 2021. A mediados de marzo de 2019, se reveló que Miller estaba escribiendo una nueva versión del guion de la película con el escritor de cómics Grant Morrison. Miller no estuvo de acuerdo con el enfoque alegre de la película que Daley y Goldstein estaban adoptando, aunque esa era la dirección preferida de Warner Bros. para ella. El nuevo guion pudo enviarse al estudio a fines de mes, y si al estudio no le gustaba la versión de Miller y Morrison, existía la posibilidad de que el actor dejara la película; se esperaba que el contrato de tenencia de Miller para protagonizar la película finalizara en mayo. Morrison dijo tiempo después que Miller no había estado contento con los guiones anteriores y se acercó a Morrison con sus ideas, y Warner Bros. les dio dos semanas a los dos para escribir el guion en Escocia. Morrison describió su guion como "una historia de Flash", que, en su opinión, era más una historia de ciencia ficción similar a Regreso al futuro (1985), pero dijo que el estudio quería explorar el multiverso y otros personajes de DC con la película. Morrison también negó los informes de que Miller quería que la película tuviera un tono oscuro y dijo que su guion tenía aspectos oscuros relacionados con la historia de Flashpoint. El estudio rechazó el guion de Miller y Morrison en mayo, pero le pidió a Miller que siguiera siendo la estrella de la película. Daley y Goldstein abandonaron el proyecto en julio y Warner Bros. eligió a Christina Hodson para escribir un nuevo guion para la película después de escribir su película Aves de presa (2020) de DC. Andrés Muschietti entró en negociaciones para dirigir la película, con su hermana Bárbara Muschietti lista para producir junto a Michael Disco. Se esperaba el inicio de la preproducción en enero de 2020. La participación de Andrés Muschietti y Hodson se confirmó en noviembre de 2019, cuando se esperaba que la filmación comenzara en 2021, después de que Miller terminara de filmar Los secretos de Dumbledore. Un mes después, Warner Bros. programó el estreno de The Flash para el 1 de julio de 2022.

### Preproducción

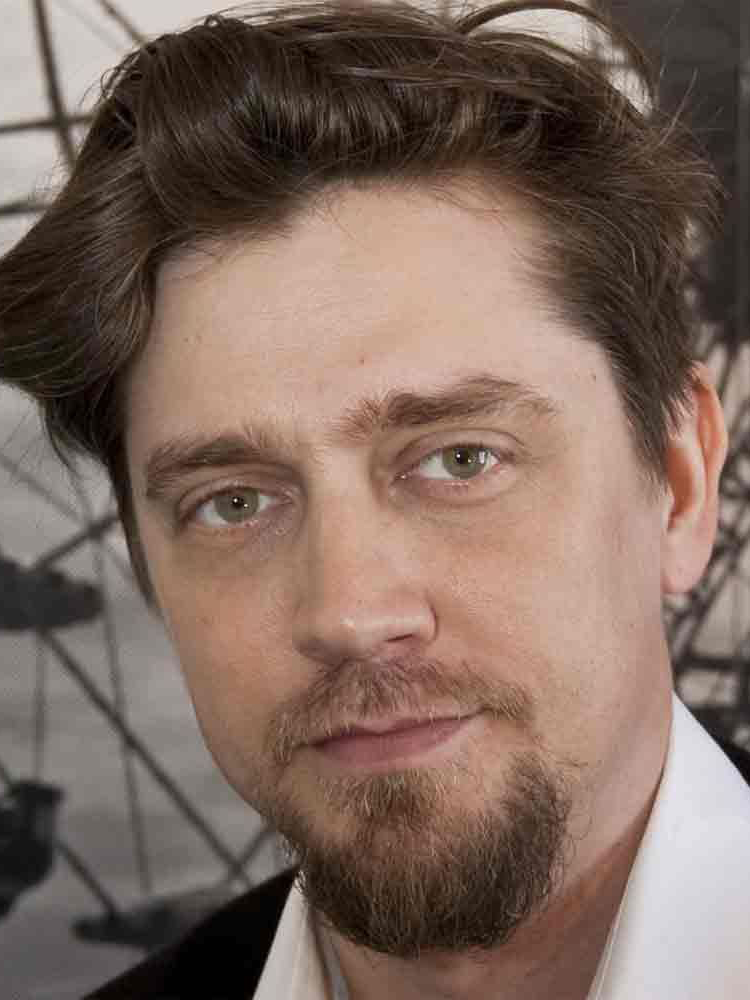
Andrés Muschietti, el director de The Flash.

Andrés Muschietti dijo en enero de 2020 que la película seguiría adaptando elementos de la historia del cómic Flashpoint, pero que contaría una versión diferente de esa historia. En abril, el estreno de la película se adelantó al 3 de junio de 2022, cuando Warner Bros. cambió su agenda de estrenos debido a la pandemia de COVID-19. En junio de 2020, Michael Keaton estaba en las primeras negociaciones para retomar para la película su papel del Bruce Wayne / Batman de las películas Batman (1989) y Batman Returns (1992) de Tim Burton. Fisher había discutido con Andrés Muschietti sobre su papel como Cyborg en la película, antes de que Warner Bros. fijara a Fisher para realizar una filmación de dos semanas que se denominó como un «cameo» junto con otros actores que interpretaron a miembros de la Liga de la Justicia. Fisher dijo que el estudio solo le ofreció una fracción de su salario habitual por repetir el papel. En agosto, se confirmó que Keaton aparecería en la película y Affleck accedió a repetir su versión de Batman. Muschietti explicó que la película presentaría la idea del multiverso de DC Comics al público en general al incluir múltiples versiones de personajes y reconocer franquicias cinematográficas pasadas basadas en propiedades de DC como siendo universos alternativos. Para Muschietti era importante incluir a Affleck en la película, ya que su versión de Batman es la "línea de base" para el DCEU, y sintió que la introducción del Batman de Keaton no funcionaría tan bien sin ver primero la relación de Flash con el Batman de Affleck. Affleck optó por regresar, luego de decir que se había retirado del personaje, porque tendría un papel menor en la película.
Durante el evento virtual DC FanDome en septiembre de 2020, Barbara Muschietti dijo que la película contaría con muchos personajes del Universo DC, con Flash sirviendo como «el puente entre todos estos personajes y líneas de tiempo» que aparecen en ella, que se utilizarían para reiniciar la continuidad del DCEU sin ignorar los eventos de las películas anteriores. En octubre, Billy Crudup entró en las primeras negociaciones para reincorporarse al proyecto bajo un nuevo acuerdo, ya que se había marchado durante los cambios de guionistas y directores, mientras que la participación de Clemons era incierta. El estreno se retrasó para el 4 de noviembre de 2022 debido a la pandemia de COVID-19. Para entonces, el rodaje debía comenzar en marzo de 2021 en Londres. En enero de 2021, Warner Bros. había descartado a Cyborg de la película después de que Fisher se negara a trabajar en cualquier proyecto en el que participara el presidente de DC Films, Walter Hamada, citando su implicación en el comportamiento del director sustituto de Liga de la Justicia, Joss Whedon, en el estudio. No se esperaba que se reemplazara a Fisher. También ese mes, Andrés y Barbara Muschietti habían llegado al Reino Unido para preparar la producción, con la filmación en los Warner Bros. Studios en Leavesden (Hertfordshire, Inglaterra) comenzando en abril, después de que Miller terminara su trabajo en Los secretos de Dumbledore (2022), también en el Reino Unido. Luego se confirmó que Crudup regresaría y que Sasha Calle había sido elegida para interpretar a Supergirl. Calle fue elegida de entre un grupo de más de 425 actrices que también incluía a Bruna Marquezine. Todas las audiciones para el papel, así como las pruebas de química con Miller, se realizaron por medio de la plataforma Zoom.
En marzo de 2021, Clemons firmó un nuevo contrato para interpretar a Iris West en la película después de que se eliminó su papel en Liga de la Justicia (aunque el cameo se restauró en el corte del director de 2021, Zack Snyder's Justice League ). Maribel Verdú fue elegida para interpretar a la madre de Barry, Nora Allen, aunque Crudup se vio obligado a abandonar debido a conflictos de agenda con su serie The Morning Show. A finales de marzo, Keaton dijo que aún no había leído el guion que había recibido y que tendría que leer el último borrador antes de decidir si podía comprometerse con la película. También citó la pandemia de COVID-19 en Reino Unido como una preocupación para su participación y para equilibrar sus otros compromisos. Poco después, Ron Livingston fue elegido para reemplazar a Crudup como Henry Allen, con Ian Loh en el papel de un joven Barry Allen, y Saoirse-Monica Jackson y Rudy Mancuso uniéndose en papeles no revelados. Keaton se reafirmó posteriormente para aparecer en la película, con Andrés Muschietti creyendo que la decisión de Keaton de unirse a The Flash se debía al guion que le habían enviado. Muschietti dijo que Keaton se sintió honrado de volver a interpretar a Batman. Antes del inicio de la filmación, los Muschietti formaron su productora Double Dream para coproducir la película y Marianne Jenkins fue revelada como productora ejecutiva. Para entonces, Fisher dijo que él y Andrés Muschietti «estaban en la misma página» sobre su enfoque de las historias de superhéroes y señaló que sería «un fastidio» si no se resolvía la situación que rodeaba su participación y que volvería al papel de Cyborg para la película si Warner Bros. y Hamada publicaban una disculpa.

### Rodaje
El rodaje comenzó el 19 de abril de 2021, en los Warner Bros. Studios en Leavesden, Inglaterra, con Henry Braham sirviendo como director de fotografía. A principios de mayo, el rodaje tuvo lugar en Burghley House en Stamford, Lincolnshire, que se usó como la Mansión Wayne. A mediados de junio, Miller, Clemons, Keaton y Calle filmaron escenas en la St Paul's Cathedral en Londres, con los lugares circundantes diseñados para retratar a Ciudad Central. La filmación también estaba programada para ese mismo mes en Edimburgo y Glasgow, retratando a Gotham City para escenas con Affleck y Keaton. A fines de julio, la filmación continuó en Glasgow en Ingram Street, George Square, John Street y Cochrane Street, e involucró a varios vehículos, mientras la filmación con el Batmóvil ocurría en George Square. El 29 de julio, la filmación se detuvo después de que un operador de cámara en una motocicleta filmando detrás del Batcycle en Renfield Street chocara con él cerca de West George Street. El operador resultó herido, pero no "gravemente herido". A principios de septiembre, Luke Brandon Field dijo que se había unido al elenco. El rodaje concluyó el 18 de octubre de 2021.

### Postproducción
Paul Machliss y Jason Ballantine fueron los editores de la película, mientras que John "DJ" Desjardin se desempeñó como supervisor de efectos visuales después de haberlo hecho anteriormente para varias películas del DCEU. En diciembre de 2021, se reveló que Michael Shannon y Antje Traue retomarían sus papeles de El hombre de acero (2013) como General Zod y Faora-Ul, respectivamente. También se confirmó que los ex codirectores de la película, John Francis Daley y Jonathan Goldstein, recibirían crédito por la historia de la película junto con Hodson. En febrero de 2022, se informó que Temuera Morrison, quien interpreta al padre de Aquaman, Thomas Curry, en las películas de Aquaman del DCEU, estaría en la película.
En marzo de 2022, Warner Bros. ajustó su calendario de estrenos debido al impacto del COVID-19 en la carga de trabajo de los proveedores de efectos visuales. The Flash se trasladó al 23 de junio de 2023, y Aquaman y el Reino Perdido también se trasladó de 2022 a 2023, para dar tiempo a que se completara su trabajo de efectos visuales; The Flash tenía alrededor de 2500 tomas de efectos visuales que debían completarse. Al mes siguiente, se revelaron los créditos de escritura finales: Hodson recibió crédito de guion; Daley, Goldstein y Harold recibieron crédito en la historia; y el crédito fuera de pantalla por el material de escritura adicional fue para Rebecca Drysdale, Famiyuwa, Grahame-Smith, Johns, Lord, Chris Miller, Ezra Miller, Morrison y Adam Sztykiel. En mayo, Deadline Hollywood informó que una película de historietas de "alto perfil" no especificada que se estrenaría en 2023, cuyo guion se había enviado recientemente al Writers Guild of America (WGA), tenía un total de 45 escritores que participaron en el guion en varias etapas de su desarrollo, con algunos comentaristas que creían que esta película era The Flash, debido a la cantidad de escritores públicos conocidos que anteriormente habían estados adjuntos al proyecto. Miller participó en "fotografía adicional programada regularmente" a mediados de 2022.
Luego de varias incidentes controvertidos y arrestos que involucraron al Ezra Miller a lo largo de 2022, Warner Bros. Discovery (la empresa matriz recién formada de Warner Bros. Pictures) comenzó a sentir una presión creciente para considerar diferentes opciones para la película después de esperar previamente que su estreno retrasado ayudaría a evitar la controversia. En agosto de 2022, el estudio estaba considerando las siguientes opciones: si Miller recibía ayuda profesional, podrían dar una entrevista explicando su comportamiento y luego hacer una prensa limitada para la película, que se estrenaría según lo planeado; si Miller no recibía ayuda, podría ser excluidos de toda la prensa para la película y el papel podría ser recasteado para proyectos futuros; o si la situación con Miller se deterioraba aún más, la película podría cancelarse como "último recurso". Este último sería un "movimiento sin precedentes" debido a su gran presupuesto de 200 millones de dólares, aunque vendría después de que Warner Bros. Discovery cancelara la película casi completa Batgirl, programada para el servicio de streaming HBO Max. El estudio no estaba considerando reemplazar a Miller con otro actor en esta película debido a que interpretaba a varios personajes y aparecía en casi todas las escenas. La película se consideró "clave" para los futuros planes de DCEU del estudio y fue bien recibida durante las proyecciones de prueba a pesar de los problemas legales de Miller. El CEO de Warner Bros. Discovery, David Zaslav, dijo en el momento en que había visto The Flash que había recibido respuestas positivas del estudio, por lo que se comprometieron a estrenarla en los cines. Miller emitió una disculpa pública a través de su representante poco después y anunció que estaba buscando tratamiento profesional para "problemas complejos de salud mental".

#### Revisiones al final de la película
El final de la película, que presenta a George Clooney retomando su papel como un Bruce Wayne alternativo debido a las acciones de Barry, cambió varias veces durante la posproducción debido al cambio constante de liderazgo en Warner Bros. en 2022. El original La toma final de la película, concebida por los entonces jefes de DC Films Toby Emmerich y Walter Hamada, habría tenido al Batman de Keaton, así como a la Superchica de Calle, continuando existiendo en la nueva línea de tiempo, pero habría borrado a Cavill y Affleck en los papeles de Superman y Batman respectivamente de la continuidad del DCEU, con planes para una secuela de The Flash antes de desarrollar una película de Crisis on Infinite Earths en el futuro (a pesar de The CW ya habiendo hecho su adaptación del cómic en 2019-20 que incluía el DCEU en su continuidad).  Según los informes, esto fue para configurar la película Batgirl en desarrollo antes de que fuera cancelada en agosto de ese año, ya que Keaton estaba listo para repetir su papel como Batman en ese película.
Después de la fusión de WarnerMedia y Discovery Inc. en 2022 y la eliminación de Emmerich y Hamada, los ejecutivos Michael DeLuca y Pamela Abdy se hicieron cargo y decidieron mantener a Cavill dentro de la continuidad y volver a filmar el final: Cavill rodó su papel para este final junto con su cameo para Black Adam (2022) en septiembre; Gadot también filmó una escena para este final. Esto tenía la intención de aumentar el interés por la secuela planificada de El hombre de acero y la tercera película de La mujer maravilla, antes de que ambas fueran canceladas.  En noviembre, James Gunn y Peter Safran se convirtieron en los nuevos jefes de ahora-DC Studios, y planearon reiniciar completamente la franquicia con un nuevo nombre: el DC Universe (DCU). Como resultado, ya no se esperaba que Cavill volviera a interpretar su papel y se cortó su escena, mientras que el final se volvió a trabajar sin los personajes de Calle, Keaton y Gadot, y el final final con Clooney y Miller se filmó en enero de 2023, que se mantuvo. en secreto hasta el estreno de la película en junio.

### Música
En abril de 2021 se anunció que Benjamin Wallfisch se encargaría de componer la banda sonora de la película, tras haber trabajado previamente con Andrés Muschietti en It (2017) e It Capítulo Dos (2019) y además en la película ¡Shazam! (2019) de DC.

## Marketing

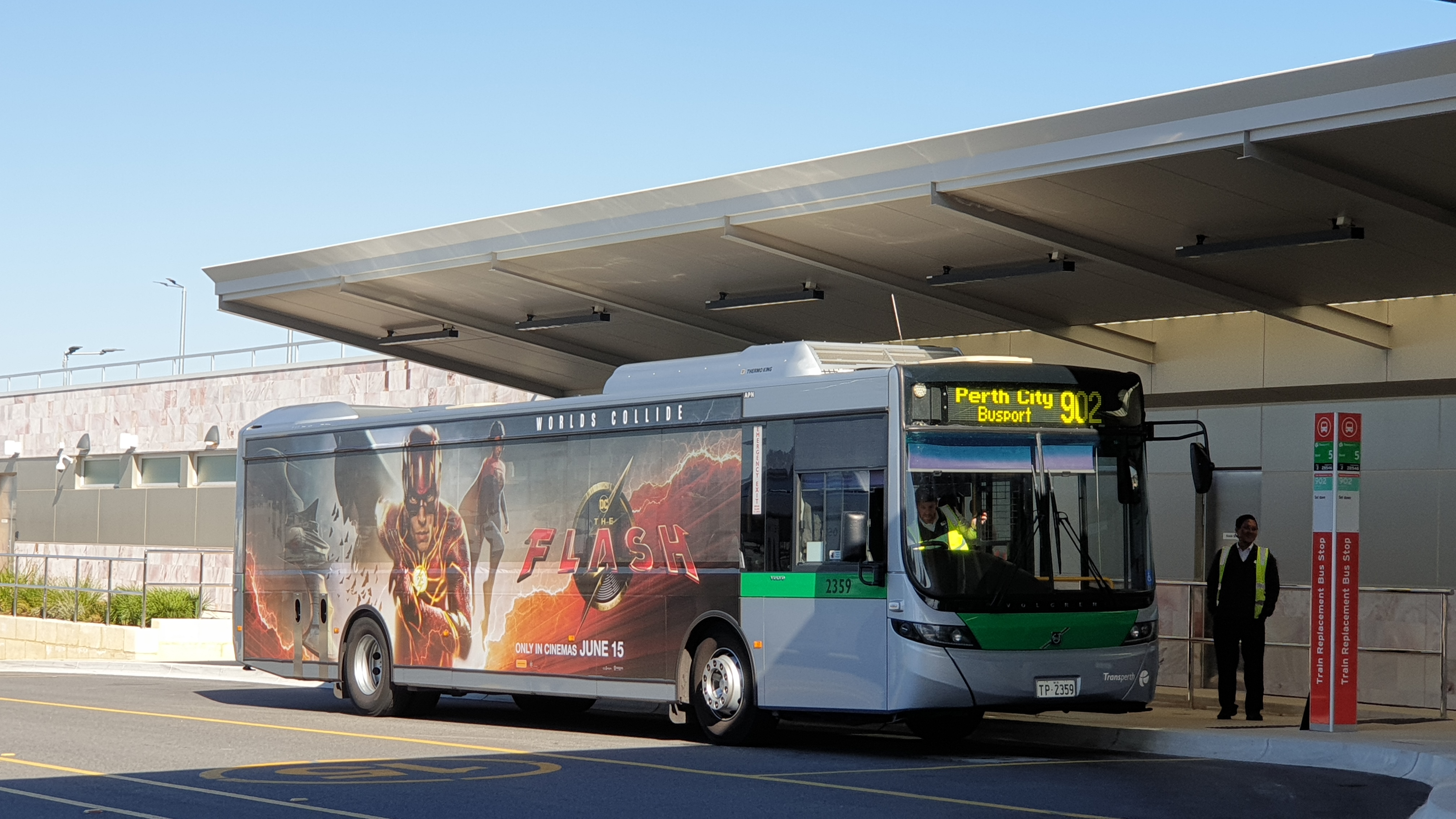
Autobús con anuncio de The Flash en la estación de tren de High Wycombe, Perth, Australia.

Ezra Miller presentó el primer metraje de la película en el evento virtual DC FanDome en octubre de 2021. Dijeron que no había suficiente metraje disponible para hacer un tráiler o un adelanto, pero William Hughes de The A.V. Club sintió que las imágenes publicadas podrían clasificarse cómodamente como un adelanto. Señaló que esto era una prueba de que la película realmente se había podido completar después de su larga y problemática historia de producción. Matt Patches de Polygon y James Whitbrook de io9 destacaron el metraje como el comienzo del multiverso de DC en la película, con sus pistas sobre la versión de Keaton de Batman y la revelación de que Miller interpretaría múltiples versiones de Barry Allen. En febrero de 2022, se lanzaron más imágenes de la película como parte de un adelanto para la lista de películas de DC de Warner Bros. para 2022, que también incluyó The Batman, Black Adam, y Aquaman y el Reino Perdido (antes de que The Flash y Aquaman y el Reino Perdido se retrasaran hasta 2023). Se mostró un nuevo tráiler en el panel de Warner Bros. en CinemaCon en abril de 2022, y los asistentes señalaron que el Batman de Keaton reutilizaba el diálogo "¿Quieres volverte loco? Vamos a volvernos locos" de la película Batman.
DC Comics publicó un cómic precuela de tres números titulado The Flash: The Fastest Man Alive, escrito por Kenny Porter con ilustraciones de Ricardo López Ortiz, Juan Ferreyra y Jason Howard. El lanzamiento del primer número se realizó el 13 de octubre de 2022 y presenta una portada alternativa de Andrés Muschietti, seguida del segundo número el 11 de octubre, y el tercer número el 8 de noviembre. La serie de cómics se desarrolla después de los acontecimientos de la película Liga de la Justicia y muestra a Batman entrenando a Flash y los primeros días de Flash mientras intenta derrotar a los supervillanos Girder, Tar Pit y The Top. También se lanzó un trade paperback de la serie limitada.
El primer tráiler de The Flash se mostró durante el Super Bowl LVII el 12 de febrero de 2023, antes de proyectarse en los cines antes de Ant-Man and the Wasp: Quantumania. El tráiler tuvo la mayor participación en las redes sociales en ese momento, superando a otros tráileres que se mostraron de Guardianes de la Galaxia Vol. 3 y Transformers: Rise of the Beasts, con RelishMix informando que el tráiler había obtenido 97,4 millones de visitas en un período de 24 horas.

## Estreno
The Flash fue estrenada por Warner Bros. Pictures en los Estados Unidos el 16 de junio de 2023. El estreno de la película estaba inicialmente programado para el 23 de marzo de 2018, cuando Warner Bros. anunció por primera vez su lista de películas del DCEU, antes de que se adelantara al 16 de marzo del mismo año. En julio de 2016, esta fecha de estreno se le dio a Tomb Raider, y a The Flash no se le dio otra fecha de estreno hasta la contratación de Andrés Muschietti en julio de 2019, después de lo cual la película estaba programada para estrenarse el 1 de julio de 2022. Luego se trasladó al 3 de junio de 2022, antes de retrasarse hasta la fecha de noviembre de 2022 después de que Warner Bros. cambiara su calendario de estreno debido a la pandemia de COVID-19. Finalmente, movió a la fecha definitiva de junio de 2023 cuando Warner Bros. volvió a ajustar su calendario de estreno, esta vez debido al impacto del COVID-19 en la carga de trabajo de los proveedores de efectos visuales.

## Recepción

### Proyecciones de taquilla
En los Estados Unidos y Canadá, The Flash se estrenó junto con las películas Elemental y The Blackening, y se preveía que recaudase entre 68 y 85 millones de dólares en su primer fin de semana. También se esperaba que recaudase entre 85 y 95 millones de dólares a nivel internacional, con una apertura global total de entre 155 y 165 millones de dólares.

### Respuesta crítica
The Flash recibió elogios por sus secuencias de acción, humor y actuaciones (particularmente de Miller y Keaton), pero fue criticada por su CGI y su tercer acto. En el sitio web del agregador de reseñas Rotten Tomatoes, el 64% de las 354 reseñas de los críticos fueron positivas, con una calificación promedio de 6.3/10. El consenso del sitio web indica: "The Flash es divertida, tiene un ritmo adecuadamente rápido y, en general, se clasifica como una de las mejores películas de DC en los últimos años". Metacritic, que utiliza un promedio ponderado, asignó a la película una puntuación de 58 sobre 100, basada en 45 críticas, lo que indica "reseñas mixtas o promedio".
David Fear, de Rolling Stone, dijo que "hay chistes internos y referencias a cómo esta línea de tiempo difiere de la nuestra, junto con easter eggs, algunos cameos del gato-fuera-de-la-bolsa, cortesía de una crisis en tierras infinitas, y algunos secretos que son mejor mantenerlos como secretos. También hay secuencias de acción que se parecen más a cinemáticas de videojuegos que a piezas de un blockbuster, y una parte posterior a los créditos que no podría ser más inútil o irritante. Películas de superhéroes que serán películas-de-superhéroes (cliché). Incluso las superiores. The Flash es una bolsa mixta. Es una película divertida y entretenida con algunos momentos geniales, pero también es un poco enmarañada y autoindulgente. Es probable que los aficionados de Flash disfruten la película, pero a otros les puede parecer demasiado. Joshua Yehl de IGN le dio a la película un 7 sobre 10 y afirmó: "The Flash es una ambiciosa película de superhéroes que en gran medida logra su historia de dos mundos, dos Flashes y dos Batman. El fan service de superhéroes es fuerte en esta, quizás demasiado fuerte a veces, pero nunca eclipsa por completo la genuinamente trágica y sincera historia de duelo de Barry Allen. Aunque los efectos visuales no siempre son los mejores y el tercer acto es un poco abrumador, las sólidas actuaciones y una refrescante seriedad mantienen a The Flash en el buen camino y corriendo en círculos alrededor de muchas de las películas recientes del Universo DC. Si esta es realmente la última parada en el expreso del Snyderverse, entonces es una forma respetable de concluir". Al reseñar la película para RogerEbert.com, Matt Zoller Seitz dio a la película 2.5/4 estrellas, escribiendo: "Una de las bolsas mixtas más espectaculares y frustrantes de la era blockbuster de superhéroes, The Flash es a la vez reflexiva y despistada, desafiante y complaciente. Presenta algunos de los mejores trabajos de FX digitales que he visto y algunos de los peores".